# 나레우의 수도비아 용어집
다음은 1970년대에 발견된 것으로 추정되는 폴란드어-요트빙어 용어집 (나레우의 이교도 방언언어 오류(pr): Pogańskie gwary z Narewu)을 복제한 것이다. 원본은 소실되어서 발견자가 작성한 노트를 기반으로 했기 때문에 오류가 있을 수 있다.
해당 언어가 서발트어인 요트빙어/수도비아어라는 이론은 완전한 동의가 된 건 아니다. 대체 이론에서는 이디시어의 영향을 받은 리투아니아어의 방언이라고 주장한다.